# Автошлях Т 2010
Автошлях Т 2010 — автомобільний шлях територіального значення в Тернопільській області. Проходить територією Тернопільського району через Збараж — Підволочиськ. Загальна довжина — 40,1  км.